# Paranotoreas
Paranotoreas là một chi bướm đêm thuộc họ Geometridae.